# 足利義政
足利 義政（あしかが よしまさ、永享8年1月2日〈1436年1月20日〉- 延徳2年1月7日〈1490年1月27日〉）は、室町時代中期から戦国時代初期にかけての室町幕府第8代征夷大将軍（在職：文安6年4月29日（1449年5月21日） - 文明5年12月19日（1474年1月7日））。
第6代将軍・足利義教の五男。母は日野重子。第7代将軍・足利義勝の同母弟にあたる。
幼くして兄の跡を継ぎ、成長後は近習や近臣とともに親政に取り組むが、有力守護の圧力に抗することはできなかった。守護大名の対立はやがて応仁の乱を引き起こすこととなった。東山文化を築くなど、文化人的側面でも知られる。息子である義尚に将軍の地位を譲った後も、大御所として政治に関与し続けた。

## 生涯

### 将軍職就任
永享8年（1436年）1月2日、第6代将軍・足利義教と側室・日野重子の間の庶子として、御産所に指定された赤松義雅邸にて生まれた。義教にとっては五男であり、嫡子・足利義勝の同母弟であった。幼名は三寅、のちに三春（みはる）と呼ばれている。
嫡子である兄・義勝が政所執事・伊勢貞国の屋敷で育てられたのに対して、義政は母・重子の従弟である烏丸資任の屋敷にて育てられた。そして、後継者の地位から外された他の兄弟と同じく慣例に従い、出家して然るべき京都の寺院に入寺し、僧侶として一生を終えるはずであった。
嘉吉元年（1441年）6月24日、父が嘉吉の乱で赤松満祐に殺害された後、兄・義勝が第7代将軍として継いだ。
嘉吉3年（1443年）7月21日、義勝も早逝したため、義政は管領・畠山持国などの後見を得て、8歳でその後継者として選出された。
後継者と決まった直後より、三春は将軍家の家長たる呼称「室町殿」と呼ばれている。また、将軍家代々の慣例に従って伊勢貞国の嫡男・伊勢貞親が三春の「御父（乳父）」となることになった（共に『康富記』同年7月30日条）。ただし、相次ぐ将軍の死によって室町御所は不吉とみなされて当面は烏丸邸に住むこととされた。また、義勝と共に室町殿にいた母の日野重子も8月に烏丸邸に入っている。この結果、烏丸資任が引き続き三春の乳父としての実質を保持し、伊勢貞親は三春に近侍していたとは言え形式上の乳父ということになった。この年の9月には禁闕の変が起きているが、当然幼少である三春には対応能力はなく、畠山持国と有力大名による合議によって事態の収拾が図られた。
文安3年（1446年）12月13日、三春は後花園天皇より、義成の名を与えられた。このとき、後花園天皇が宸筆を染め、天皇による命名といった形式が取れられていることから、先例に倣ったものとされる。また、「成」の字が選ばれた理由としては、「義成」の字にどちらも「戈」の字が含まれていることより、戊戌の年に生まれた祖父・足利義満の武徳が重ねられたと考えられている。なお、儀式の際に御父（父親代わり）を務めたのは近衛房嗣であり、「義成」の諱も房嗣の案とされている。摂関家では従来は二条家が将軍家と親密であったが、近衛家と将軍家の関係が構築されるきっかけとして注目されている。
文安6年（1449年）4月16日、義成は元服し、同月29日に将軍宣下を受けて、正式に第8代将軍として就任した。元服の加冠役は細川勝元、理髪役は細川持常が務めた。また、同日のうちに吉書始と判始を行った。また、義成は義教の先例に倣うとして、官務の交替に関する武家執奏を行う。細川勝元はこのことを知らなかったらしく異論を挟むが義成の執奏通り、大宮長興が官務に任命されている。

### 義政の初政
一連の儀礼が終わった5月1日に管領・細川勝元が一旦辞意を表明しており、これは将軍親政が始まる際の慣例であった。しかし、5か月後に義政は畠山持国を管領に復帰させる。この間の8月28日に参議兼左近衛中将任命に対する御礼として初めて内裏に参内する。
享徳4年（1455年）ごろまでは管領の命令書である管領下知状が発給されていたが、義成も度々自筆安堵状を発給しており、享徳元年（1452年）には最初の御判御教書を発給している。
この頃、義成の側近であったのは、乳母の今参局（御今）、育ての親とも言える烏丸資任、将軍側近の有馬元家であった。この三人は「おいま」、「からすま」、「ありま」と、「ま」がついており、落書で「三魔」と呼ばれた。一方で、これに対抗する母・重子も度々人事に介入を続けた。近臣や女房衆が台頭するのは親政期の特徴であり、この時期の室町幕府を「義政専制」体制にあったとする説も存在している。
宝徳2年（1450年）、義成は独断で尾張守護代を織田敏広から織田郷広を再任の形で交替させようとし、抗議した母・重子が出奔するという事件が起きている。なお、この事件の背景には今参局がいたとされている。
宝徳3年（1451年）、畠山持国の室が義政の「御母（乳母）」として遇されるようになる（『康富記』同年3月3日条）。これは持国が自らを足利義満の育ての親と言われた当時の管領細川頼之の先例に倣おうとしたとみられている。また、現実の乳母であった今参局と持国夫妻との接近も指摘されている。
享徳2年（1453年）6月13日、義成は改名し、義政と名乗った。その理由としては、後花園天皇の第一皇子（のちの後土御門天皇）の諱が、成仁親王と決まったことであった。諱を口にすることは古来より忌避されており、天皇候補者の名が決まった際には臣下はその字が含まれた名を改名するのが常であり、義政も慣例に従ったのであった。ただし、第一皇子の諱が定められたのは長禄元年（1457年）12月の元服時であるとする説もあり、時期が合わないとする指摘もある。
当時の守護大名では家督相続に関する内紛が多く、義成はこれらの相続争いに積極的に介入した。しかし、加賀守護であった富樫氏の内紛（加賀両流文安騒動）では管領細川勝元の反対を受けて義成の意のままに相続権を動かすことができなかった。享徳3年（1454年）、畠山氏のお家騒動が起こり、8月21日に山名宗全と細川勝元が畠山持国の甥畠山政久を庇護して持国と子の畠山義就を京都から追い落とした。義政はこの問題で義就を支持、29日に政久を匿った勝元の被官を切腹させ、11月2日に宗全退治を命令、翌3日の宗全隠居で撤回、12月6日に宗全が但馬に下向した後、義就が13日に上洛、義政と対面して家督相続を認められ、政久は26日に没落した。翌27日、鎌倉では鎌倉公方足利成氏が関東管領上杉憲忠を謀殺する。これをきっかけとして関東に享徳の乱が発生する。
享徳4年（1455年）に入るとすぐに関東での戦乱発生の報が京都にも伝わり、義政は京都に出仕していた上杉房顕（憲忠の弟）を新しい関東管領に任命して関東に派遣すると共に、駿河守護今川範忠・越後守護上杉房定らを出陣させ、幕府軍は鎌倉を落とし、成氏は古河に逃れた（古河公方）。
義政の義就支持は、細川氏・山名氏に対抗するため、尾張守護代問題で今参局を介して持国を抱き込んだからで（持国は越前守護代甲斐常治とのつながりから反対に立っていたが、義政の意向と今参局の説得で賛意に転じ、これに憤慨した日野重子が一時出奔する騒ぎに発展した）、宗全の退治命令も義就復帰の一環とされ、同時に嘉吉の乱で宗全に討伐された赤松氏の復興を狙ったとされる。赤松則尚は11月3日に播磨に下向しているが、翌享禄4年（康正元年、1455年）5月12日に宗全に討たれている。なお、同年の暮れに有馬元家が突如出家・失脚しているが、彼が赤松氏の一族として則尚を支援していたことに関連しているとする説もある。
康正元年8月27日、日野富子を御台所に迎える。義教の正室である正親町三条尹子が病死したのを機に富子の大叔母にあたる日野重子が主導した縁組と思われる。
幕府財政は義教の死後から、土一揆の激化で主要な収益源である土倉役を失い、困窮を深めていた。しかし、康正元年（1455年）の分一銭徳政改正などの税制政策により、義政の親政期から幕府財政は急速に回復していった。
康正2年（1456年）、長年の懸案であった内裏再建を達成し、7月には義政の右近衛大将拝賀式が盛大に執り行われた。さらに義政は寺院や諸大名の館への御成を頻繁に行ったが、これは贈答品を受け取ることによって幕府の収入を増加させることにもつながった。義政は「毎日御成をしてもかまわない」と側近に語っている。一方で、康正3年には義就が上意と称して度々軍事活動を行い、激怒した義政は度々その所領を没収している。
享徳2年頃から義政は父義教の儀礼を復活させ、長禄2年（1458年）には「近日の御成敗、普光院（普広院、義教の号）御代の如くたるべし」と宣言し、義教の側近であった季瓊真蘂を起用し、義教路線の政策を推し進めていくことになる。特に武士に横領された寺社本所領の還付を求める不知行地還付政策は、義政終生の政策課題となった。
近江国の六角氏では、康正2年10月に京極持清と対立した近江守護の六角久頼が憤死（自害とも）し、幼少の亀寿丸（後の六角高頼）が家督を継承した。しかし、長禄2年6月に突然亀寿丸が追放され、先に家督簒奪によって幕命で攻め滅ぼされた六角時綱（久頼の兄）の遺児である六角政堯が当主になった。従来は伊庭満隆ら家臣団の意向とされてきたが、近年では若年の亀寿丸による近江統治を不安視する義政による六角氏への介入の結果とする説が出されている。
3月には嘉吉の乱で没落した赤松氏の遺臣が、後南朝から神璽を奪還し、8月30日に朝廷に安置された。義政はこの功績で10月14日に赤松政則を北加賀の守護に任命、赤松氏を復帰させた。これに先立つ8月9日に、赤松氏の旧領播磨国守護であった宗全が赦免されているが、これは勝元と相談の上で行った懐柔策とされる。
同年7月に異母兄（公式には弟とされた）の清久を鎌倉公方として下向させることを決める。12月に清久は還俗して政知と名乗って京都を出発したが、政知は鎌倉へ入れず堀越に留まった（堀越公方）。それが原因の1つとなり、甲斐常治と斯波義敏が越前で長禄合戦を引き起こした。義敏は享徳の乱鎮圧のために関東への派兵を命じられたものの、それを拒絶して越前守護代であった常治の反乱の鎮圧を行ったため、義政は抗命を理由に斯波氏の当主交代を行い、義敏の子・松王丸（義寛）へ当主を交代させた。長禄合戦は常治が勝利したが、直後に常治も没し、関東派遣は見送られた。
長禄2年（1458年）に入ると義政は烏丸邸の整備を図って11月には庭園の整備に乗り出していたが、12月になって花の御所（室町殿）の再建を決定して山名宗全と畠山義忠を奉行に任じた。これは義満・義教ゆかりの花の御所で幕政が行われることを理想とする義政の考えに基づくが、烏丸邸には引き続き生母の日野重子が居住する予定であったため、そちらの整備も同時に必要とされていたと考えられている。

### 伊勢貞親の勢力拡大と混乱
長禄3年（1459年）正月9日、富子との間に第一子となる男子が生まれるが、その日のうちに夭折した。母・重子らによって今参局に呪詛の疑いがかけられると、同月のうちに彼女を琵琶湖沖島に流罪とした（本人は途中で自刃）。また、2月8日に義政の側室4人（大舘佐子（佐子局）、阿茶子局（中臣有直の娘）、宮内卿局（赤松貞村の娘）、北野一色（一色右馬頭とも）妹）も今参局の呪詛に同意したとして、御所から追放された。なお、側室4人はいずれも、宝徳3年（1451年）3月以降に義政の娘を出産していた。このため、この事件は日野重子・富子と今参局の対立というだけではなく、富子の御台所としての地位を強化するため政治的な計画（乳母と側室を排除して正室主導の奥を編成する）に義政も同意したのではないかとする説もある。2月22日に新しい花の御所の上棟立柱の儀式が行われたが、烏丸邸に続いて室町殿の庭園造りにも善阿弥率いる河原者集団の活躍が見られる。
今参局にかわって、近臣の伊勢貞親が急速に影響を強め、義政の親政は強化されていった。また同年には畠山政久が赦免された。11月16日には、長年住み慣れた烏丸殿から新造された花の御所の「上御所」に移り、親政の拠点として位置づけようとした。貞親は義政の将軍職就位前から「室町殿御父」と呼ばれる存在であり、幕府財政再建についても大きな功績があり、右大将拝賀式では大名並みの扱いを受けている。一方で守護大名達の反発は強まっていった。なお、義政が室町殿に移り住んだ後も、母の日野重子は引き続き烏丸邸に居住したことからこちらの方は「高倉殿」「高倉御所」と呼ばれるようになる。しかし、義政が室町殿に移ったことでこれまで義政を囲う形となっていた高倉殿の主である烏丸資任の発言力が低下し、代わって伊勢貞親の姉妹が嫁いでいた公家の日野勝光が富子の実兄ということもあって発言力を高めることになる。
政久が死去した後は弟の政長が勝元に擁立され、宗全も復帰したため、長禄4年（1460年）9月に畠山家家督を義就から政国（能登畠山家から義就猶子となっていた）への交代を命じる。しかし、義就が命令に従わずに帰国をしてしまったために、伊勢貞親の進言もあり、改めて政長に交代させた。義就は河内国嶽山城に逃れて2年以上も籠城し、政長との戦闘を繰り広げた。このため戦乱を逃れた流民が大量に京都に流入した。
しかし、長禄4年ごろから飢饉や災害が相次いており、特に寛正2年（1461年）の大飢饉は京都にも大きな被害をもたらしていた。流入した流民の多くは飢え、一説では2ヶ月で8万2千の餓死者を出し、賀茂川の流れが死骸のために止まるほどであったとされる。同年春に後花園天皇が漢詩で義政に「満城紅緑為誰肥」と訓戒する詩を送っているが、尋尊が「公武御成敗諸事御正体なし」と批判するように、当時の世上では朝廷も含めて批判の対象となっていた。一方で義政の夢枕に父・義教が現れ、民を救うことが自分の供養になると諭され、民の救済に積極的に乗り出したとする話も伝えられている。

### 文正の政変
寛正2年（1461年）に斯波氏の家督交代を行い、松王丸を廃嫡して渋川義鏡の子義廉を当主に据えた。この行為は堀越公方政知の執事である義鏡を斯波氏当主の父という立場で斯波氏の軍勢動員を図ったのだが、義鏡は寛正3年（1462年）に扇谷上杉家と対立、失脚してしまった。
寛正4年（1463年）8月、母・重子が没したために恩赦を行い、畠山義就と斯波義敏父子は赦免された。ただし、追討令解除と身の安全の確保に過ぎず、当主復帰は認められなかった。義敏の赦免に動いたのは伊勢貞親であり、義敏を斯波氏家督に復帰させようと計画していた。この状況に焦った義廉は、山名宗全と縁組をし、畠山義就との関係も深めた。
寛正5年7月19日に後土御門天皇が践祚し、後花園上皇が院政を始めることになると、義政は院執事に任じられた。続いて、11月27日には後土御門天皇の即位式が行われ、翌日には関白二条持通の提案によって義政は准三宮となっている。
寛正5年12月、実弟の義尋を還俗させて足利義視と名乗らせ、養子として次期将軍に決定した。同年4月に聖護院にいた義政の同母弟・義観が亡くなり、義政の兄弟で健在であったのは堀越公方になった政知を除けば義尋しかいなかった（異母兄である義永は健在であった可能性があるが、隠岐へ配流後消息不明なので除く）。義尋の還俗が決定したのは、後土御門天皇の即位式の直前であることから、直接的には富子に男子が生まれないこと、間接的には皇位継承に連動して将軍家の後継者問題が浮上したことになったと考えられる。また、義視の正室には富子の妹である良子が選ばれている。
寛正6年（1465年）11月、富子に男児（後の足利義尚）が誕生した。『応仁記』などでは富子が義尚の将軍後継を望み、政権の実力者であった山名宗全に協力を頼み、義視は管領の細川勝元と手を結んだとされる。しかし義視は義尚誕生後も順調に官位昇進を続けており、また義視の妻は富子の妹であった。また、富子が男児を生む4か月前である7月に側室の茶阿局が男児（後の等賢同山）を生んでいるが、誕生から9か月後である文正元年（1466年）4月には出家のために天龍寺香厳院へ入寺させられていることからも義政に義視の立場を変えるつもりはなかったと思われる。これは、義政には大御所として政治の実権を握る意図があり、義尚誕生後も義視の立場を変えなかったのは義尚が成長するまでの中継ぎにするためともされる。また、文正元年7月30日には義視と富子の妹の間にも男児（後の足利義材）が誕生しており、富子の子に何かあった場合にはその男児を後継者として想定したと思われる。しかし、義尚の乳父であった伊勢貞親ら近臣は義政の将軍継続を望んでおり、義視を支援する山名宗全・細川勝元らとの対立は深まっていった。また12月30日に義敏が上洛して義政と対面し、義廉派の焦燥はいよいよ深まっていった。
文正元年（1466年）7月28日には琉球国王の来朝使者である芥隠承琥が上洛した。義政は庭先に席を設けて引見し、芥隠はその上で三拝した。礼物も「進物」と呼ばれていた（『斎藤親基日記』）（『蔭凉軒日録』）
7月23日に義廉に出仕停止と屋敷の明け渡しを命じて義敏を家督に据え、8月25日に越前・尾張・遠江3ヶ国の守護職を与えた。7月30日に河野通春を援助して幕府から追討命令を受けていた大内政弘も赦免したが、これは大内氏と斯波氏の引き入れを図ったとされる。しかし山名宗全・細川勝元らはこれに抵抗し、義政が発出した義廉の追討命令にも従わなかった。また義廉は義視に接近しており、これも貞親らの疑念を駆り立てた。
9月6日、貞親はついに義視の排除に動き、謀反の疑いで義視を切腹させるよう訴えた。義政も一旦は義視を切腹させるよう命じたが、細川勝元・山名宗全等によって制止され、貞親・真蘂・義敏らは逃亡、義政側近層は解体に追い込まれた（文正の政変）。しかしこれによって急速に権力を拡大した勝元と宗全は対立するようになり、畠山家の家督争いに介入するようになった。また、側近達を失ったために一時政務を放棄した義政をよそに諸大名が義視を一時的な代理として立てて政務を行い始めたのを見た富子の不安を高めたらしく、この頃から義視への警戒感を抱き始めたとする見方もある。

### 応仁の乱
文正元年12月に畠山義就が宗全の呼び出しで上洛した。文正2年（1467年）正月、義政は義就支持に転じ、家督と認めた。これに反発した政長は義就と合戦に及び、敗走した（御霊合戦）。義政は各大名に介入を禁じたが、細川勝元は従ったものの山名宗全は公然と義就を支援し、勝元の面目は丸つぶれとなった。もっとも、こうした義政の中立姿勢は幕府直臣である奉公衆の意向によるところが大きく、合戦終結前に政長治罰の綸旨が出されていることから、表向きとは裏腹に義政が伊勢貞親に代わる連携相手として宗全に近づこうとしていたのではないかとする指摘もある。勝元は捲土重来を期して味方を集め、5月からついに山名方との戦闘が始まった（上京の戦い）。開戦前には追討対象となった畠山政長に代わって斯波義廉が管領に就任するなど花の御所は山名方の西軍が掌握していたが、実際に開戦してみると一転して細川方の東軍が掌握する展開になった。しかし、奉公衆の大半は東西両軍に反発する形で御所を封鎖したため、義政も当初は中立の姿勢を取って両軍に対して停戦命令を出した。しかし、6月に東軍の勝元に将軍の御旗を与え、西軍の宗全追討を命令した。ただし、これは東軍による花の御所包囲の強化によるところが大きく、義政や日野勝光は御旗の下賜に抵抗し、義政は一時は将軍の進退を考慮するほどであったという。しかし、日野勝光・富子兄妹は秘かに西軍とも連絡を取り続け、勝元も義政が宗全に心を寄せている疑念を持っており、当初は足利義視を幕府軍の総大将として押す動きを見せている。戦乱は後南朝の皇子まで参加するなど、収拾がつかない全国規模なものへ発展した。
8月になって後花園上皇と後土御門天皇が戦火を避けて花の御所（室町殿）に避難すると、義政は急遽御所を改装して仮の内裏とした（上皇は直後に出家して法皇になる）。以後、文明8年（1476年）に花の御所が焼失して天皇が北小路殿（富子所有の邸宅）に御所を移すまで、天皇と将軍の同居という事態が続くことになる。天皇家と足利将軍家の同居という事態は様々な波紋を生み出した。後花園法皇は天皇在位中より義政と蹴鞠の趣味を通じて親交が厚かったが、同居によって公武関係に引かれていた一線が崩れ去り、義政と富子は度々内裏に充てられていた部屋において法皇や天皇とともに宴会を開いた。応仁の乱の最中に義政は度々「大飲」を繰り返したとされているが、実はその場に常に共にしていたのが後土御門天皇であった（『親長卿記』文明3年11月25日・同4年4月2・3日条、『実隆公記』文明4年4月2日条など）。なお、この間の文明2年12月に後花園法皇が崩御しているが、その最期を看取ったのは義政と富子であり、義政は戦乱中の徒歩での葬列参加に反対する細川勝元の反対を押し切って葬儀・法事に関する全ての行事に参列した。なお、天皇不在の御所は西軍の占領下に置かれていたことから、西軍方では後南朝の子孫を皇位に立てることも検討されていたが、室町幕府及び守護大名の根幹を揺るがす自己否定であるとする考えが根強かったために実施されることなく、和泉国など旧南朝側勢力圏であった細川領国を攪乱する効果があったに過ぎなかった。
その頃、足利義視は東軍の総大将とされたものの、日野勝光・富子兄妹との不仲が深刻化した上、義政が義視排除の急先鋒であった伊勢貞親の呼び戻しを図ったことから、8月に突如伊勢国に出奔してしまう。翌応仁2年（1468年）9月になって義視は義政の説得に応じて帰京するが、閏10月に貞親の赦免と復帰が決定され、更にかつて自分を支援していた細川勝元（この年の7月に管領復帰）からは出家を勧められ、有馬元家は義政の命令によって突然処刑されるなどの事態に遭遇したことで面目を失い、11月13日に秘かに出奔して同調する一部の公家や奉行衆と共に西軍に移る。これに激怒した義政は義視討伐のための治罰院宣を獲得し、西軍と事実上の絶縁を行った。一方、西軍には東軍によって解任された前管領斯波義廉がおり、義視を「将軍」、義廉を「管領」とみなす体制が構築されるが、実際に将軍宣下を受けていない義視の権威は盤石とは言えなかった。一方、東軍も細川勝元・日野勝光・伊勢貞親が三すくみの状態で対立し、義視出奔直後には烏丸益光（資任の子）が同族である勝光失脚を企てて追放され、文明2年（1470年）には勝光の子・日野資基が義政の不興を買って一時自害を命じられ、翌年4月には伊勢貞親と万里小路春房が出奔して翌月に出家するなど、混乱が続いた。
義視出奔以前から義政は東西の直接和議が困難とみて、西軍武将を内応させることで西軍を解体させて事実上終戦に持ち込むことを考えるようになる。義政は斯波氏の重臣で西軍の有力武将朝倉孝景の寝返り工作を行い、文明3年（1471年）5月21日に越前守護職を与える書状を送っている（一説には守護代に任じて、守護職の人選を一任したとも）。他にも畠山義統など各地の守護や守護代に内容を働きかけている。
文明5年（1473年）、西軍の山名宗全、東軍の細川勝元の両名が死んだことを契機に、義政は12月19日に将軍職を子の義尚へ譲って正式に隠居した。義政は既に応仁元年に左大臣を辞任しており、准三宮として親王よりも上位の宮中席次を約束されていたものの、無官となった。なお、朝廷ではその後義政に太政大臣任命の打診を複数回行った形跡があるが、父・義教（青蓮院門跡として准三宮になった後、征夷大将軍として左大臣に昇進）を超越することを憚ったためか、全て辞退している。しかし、まだ義尚は幼少であったため実権は義政にあり、富子の兄日野勝光や伊勢貞宗がこれを補佐した。また近習を使って和平工作に取り組んでいた。大乱の前後を通じて義政は政務を引き続き行い、管領を除外して奉行衆や女房衆を中心とした体制が構築されていった。一方で享楽的な生活を送っていたとされており、尋尊は「公方は大御酒、諸大名は犬笠懸、天下泰平の如くなり」と批判している。

### 晩年

銀閣寺

文明5年（1473年）に山名宗全と細川勝元が相次いで死去したために、山名氏と細川氏との間では和睦が結ばれたが、他の大名は引き続き戦いを続けていた。文明8年（1476年）閏5月、日野勝光が和睦の斡旋を行おうとしたが失敗に終わった。しかも、勝光は翌6月に急死してしまい、代わりに妹にして義尚の実母である日野富子が政務に関与するようになる。富子の政務への関与は原則としては義政の立場を超越しないという前提があったが、義政が政務への関心を失っていく中で、その範疇は広がっていくことになった。7月には義政が勝光に代わって和睦の斡旋に動き始めることになる。11月には花の御所が京都市街の戦火で焼失、小川殿に移ったが、富子と義尚が小川殿へ移ると、義政は富子の居所を造営した。
翌文明9年（1477年）3月に西軍最大の勢力を持つ、大内政弘に対する討伐命令が撤回され、10月に正式に赦免された。他の大名も次々と赦免を受け、赦免を受けていない大名も含めて全ての大名の兵が11月には京都を離れた。これによって応仁の乱は終わったが、尋尊が「日本国は悉く以て以て（将軍の）御下知に応ぜざるなり」と嘆いたように、幕府権力は低下した。土岐成頼に連れられて美濃に下った足利義視も翌文明10年（1478年）に伊勢貞職を上洛させて謝罪したことで、7月10日に赦免を受けた。
文明11年には義尚が判始めを行い、政務をとることとなったが、義政は権限をほとんど手放さなかった。判始の義尚の花押は実際には義政による代筆とする説もある。そのため、義尚は奇行に走るようになり、翌年・翌々年と髻を切って出家しようとする騒ぎを起こすこととなる。更に富子と義尚の関係も次第に悪化していくことになる。
文明13年（1481年）、義政は富子から逃れるように長谷の山荘（聖護院坊）に移り、翌文明14年（1482年）から東山浄土寺の敷地であった場所に東山山荘（東山殿）の造営を本格化させる。元々、義政は義視に将軍職を譲った後は祖父の義満の北山山荘に倣った山荘を造営してそこから後見する構想を抱いており、文正元年（1466年）には東山恵雲院（現在の京都市左京区南禅寺北ノ坊町付近）を予定地として定めて準備を進めていたが応仁の乱などで中止となっていた。しかし、諸大名からは石の献上はあっても、費用の取り立ては思うようにいかず、京都がある山城国の公家領・寺社領からの取り立てで補うこととなった。造営の責任者に公人奉行の飯尾元連、政所執事伊勢貞宗、政所執事代布施英基（後に松田数秀に交替）が任じられ、費用徴収の督促に山城国守護に任ぜられた伊勢貞陸（貞宗の子）や侍所所司代浦上則宗が命じられるなど、室町幕府の公式な事業として位置づけられている。祖父義満が建てた金閣を参考にした銀閣が著名であるが、庭園も足利将軍家から崇敬された夢窓疎石ゆかりの西芳寺が参考にされるなど、将軍家の先例が重視されている（西芳寺以外にも興福寺など庭園で知られた他の寺院でも調査が行われている）。京都や奈良の大寺院に対しても様々な負担を命じられて各地でトラブルが発生した。興福寺では庭木や人夫の提供に難渋していた折に庭石の調査のために義政傘下の河原者が派遣されることになり、これに憤慨した学侶達（学侶六方・六方衆）が一乗院の指示であるとして河原者を襲撃して京都に追い返した（『大乗院社寺雑事記』長享3年2月10・13日条・『政覚大僧正記』長享3年2月20日条）。この知らせを聞いた義政は激怒して直ちに一乗院領である山城国西院荘を没収した（『後法興院記』長享3年2月24日条）。近衛政家の取成しで視察を改めて実施することで事態は収拾されたものの、大寺院である興福寺に対しても容赦のない姿勢を取る義政に他の寺院はなすすべはなかった。等持院では、強引な庭石の運び出しによって、壁や回廊が破損し（『蔭涼軒日録』文明16年11月19日条）、東寺でも度重なる辞退にも関わらず松田数秀の命令を受けた河原者に運び出されるなど（『東寺百合文書』ワ函79所収『二十一口方評定引付』文明18年3月18日条）、騒然となった。『蔭涼軒日録』文明18年7月2日条には、筆者の亀泉集証が鹿苑寺領から庭石10個を運び入れるように義政に命じられ、何とか命令を回避できないかと一条冬良に愚痴ったことを記している。義政の側近として相国寺（鹿苑寺は相国寺の別院）を任されていた亀泉集証ですら義政の山荘造営を巡る命令に難渋していたのである。
文明14年（1482年）11月、義政は古河公方・足利成氏と和睦し、20年以上に渡った京都と関東の対立を終結させた（都鄙和睦）。既に上杉氏との和睦を実現させていた成氏は上杉房定（越後守護・関東管領上杉顕定の実父）や上杉政憲（堀越公方重臣・幕府御部屋衆一色政熈の兄弟）らを通じて和平を試みていたが、義政は伊豆国を堀越公方足利政知に譲ることを条件に成氏の赦免を認めたのである。
文明15年（1483年）6月、建物がある程度完成した東山山荘に移り住み、以降は義政は「東山殿」、義尚を「室町殿」と呼ぶこととなった。また、文明17年（1485年）3月には将軍の象徴とされていた大鎧「御小袖」を安置するための空間（御小袖間）が義尚の御所である小川殿に造営されている。だが、実際には義尚は多くの分野で義政の承認が無ければ裁許を行うことが出来なかった。
その頃、義尚が畠山義就支援に転換しようとすると、義政はこれに猛反発して朝廷に義就治罰の綸旨を出させている。文明16年（1484年）年9月には義政自らが義就親征を検討するが、義尚の説得もあって文明18年（1486年）3月には義政も赦免に同意することになり、7月29日に行われる義尚の右近衛大将就任の拝賀の儀を理由に赦免されることになった。ただし、この義就赦免に反発した管領畠山政長は7月に管領を辞任してしまい、後任となった細川政元も拝賀が終わるとその日のうちに辞任してしまう（在任期間9日間）。政元はその後も幕府の重要儀式があるときにはその時のみ管領に在職したが、「管領の常設」という意味ではこれが終焉となる。またこの直前には侍所所司京極経秀の家中で内紛が発生し、6月18日に所司代を務める重臣多賀高忠が自害に追い込まれる。所司・所司代の後任は任命されることなく、以降の侍所は幕府奉行人である開闔が侍所の実質的な長となる。文明18年（1486年）に管領と侍所所司が事実上機能を停止したことは、室町幕府の職制における大きな転換点を意味していた。
文明16年（1484年）には赤松政則と浦上則宗の対立を仲介して和解へ導き、文明17年（1485年）4月には後土御門天皇直々に御料所からの年貢の滞りの相談を受けて自腹で5000疋を用立てて皇室の財政難を救うなど、依然として影響力の大きさを示していた。だが、5月に義尚の側近奉公衆と義政の側近奉行衆が武力衝突する事件が起き、12月には義尚の内諾を得た奉公衆が東山山荘造営の責任者の1人でもあった政所執事代布施英基を殺害するなど、義政と義尚の対立は激化する。そのため、6月15日に義政は臨川寺三会堂において月翁周鏡を戒師として出家して法諱を道慶、道号を喜山とすると共に、事実上政務から離れることを決め、翌文明18年（1486年）12月には改めて政務からの引退を表明した。
しかし、対外関係と禅院関係（所領問題や公帖の発給）については最後まで義政は権限を手放そうとせず、伊勢貞宗や亀泉集証の補佐を受けて自身で裁許した（ただし、義尚が若くして亡くなっているために、結果的に権限移譲が完了しなかった可能性は考慮する必要もある）。例えば、和泉守護が堺南荘の代官を得て支配に乗り出そうとした際、領主である崇寿院の依頼を受けて同荘を崇寿院の直務支配にすることを決定している。更に幕府権威回復のために義尚が六角討伐を行うと、幕府軍（義尚の側近や奉公衆）らによる現地の寺社本所領の兵粮料所化による事実上の押領が行われ、却って被害を受けた寺社などの荘園領主達からは義政の政務への関与による救済が期待される状況となってしまった。そのため、義政は度々政務に介入することとなった。
長享2年（1488年）2月、義尚が焼失した花の御所を室町殿の場所ではなく、高倉殿の場所に再建しようと計画したところ、義政は「我が家は代々室町を称してきた、花の御所は室町になければならない」を断固拒絶した（『蔭涼軒日録』長享2年2月11日条）。義満は義満・義教と継承した足利将軍家と室町殿の由緒に拘り、将来にわたって引き継ぐことを強い信念としていた。

### 最期
義尚の生前から、富子の支持により、美濃の土岐成頼の下に亡命していた義視とその子の義材を呼び寄せ、義材を義尚の名代とする計画が進行していたが、義政はこれを全く知らなかった。一方、文明17年（1485年）には、義政の指示により、政知の子・清晃（後の足利義澄）が義尚の猶子として、京都の天龍寺香厳院に入寺することになった。既に文明15年（1483年）に義政の庶子である等賢同山と義覚が共に亡くなっており、門跡寺院に入る将軍家の子弟が不足しているというのが理由であるが、義政は清晃を義尚の後継者にすることも念頭に入れていたと考えられている。
延徳元年（1489年）3月、義尚は六角討伐の陣中で死去した。足利政知と細川政元は清晃を還俗させて次期将軍に立てようとし、足利義視と日野富子は義視の嫡男・義材を次期将軍に立てようとした（4月には文明9年以来美濃に滞在していた義視父子が12年ぶりに上洛している）。ところが、義政はここで再び政務をとる意思を明らかにし、実際に政務をとることとなった。7月には東山山荘に事実上の政庁となる寝殿の造営を開始している。しかし、8月に義政が中風に倒れ、10月に再び倒れて病床に伏した。この時、義政はようやく、義視と義材の面会を許している。しかし、義政の政務に対する意欲は残されており、8月には義政の執奏で元号を「延徳」と改元しながら、幕府における改元吉書始の儀式は中止になるなど、幕政に支障を来し始めていた。
延徳2年（1490年）1月7日、義政は銀閣の完成を待たずして、義尚の後を追うように死去した。享年55（満54歳没）。なお、2月17日には生前の義政が最後まで辞退し続けていた太政大臣が贈官されている。
義政の遺言によれば、東山山荘の西指院の書院に影像と安置して床下に遺骨を葬るように指示していたが、平安時代以来の天台宗の寺院であった浄土寺の土地に義政が山荘を造営したことに反発していた延暦寺がここに義政の墓所を設けることに抵抗した（『蔭涼軒日録』延徳2年2月19日条）。このため、東山山荘への埋葬が断念され、延徳3年（1491年）3月15日に相国寺大徳院を「慈照院」と改めて、本来慈照院となる予定であった東山山荘は「慈照寺」（後世の通称:「銀閣寺」）と名を改められた。同月21日に義政の影像と遺骨をが慈照院に安置された。

## 人物・評価

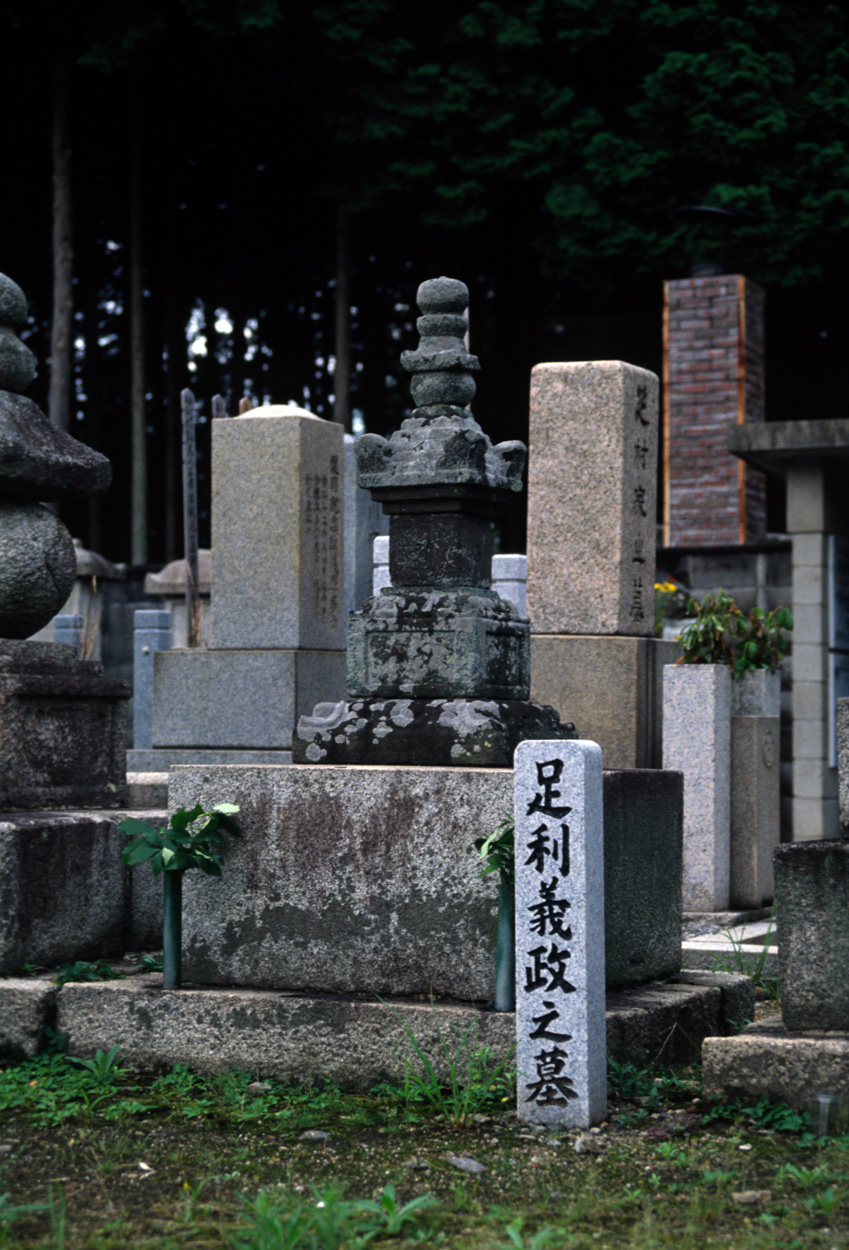
足利義政の墓

義政は公武の有職故実に深い関心を寄せ、公家の清原業忠・宗賢親子を側近として研究に努め、自らも様々な記録を残したとされる。戦国時代以降の伊勢氏や小笠原氏の武家故実にも義政を介して引き継がれたものが多く知られている。義政自身は祖父・義満や父・義教の故実を継承し、自らも故実の先例になることを強く意識していたという。しかし、父・義教と兄・義勝の相次ぐ死によって幼くして急遽将軍職を継いだ義政は故実を含めた実際の権力移譲の経験がなく、息子義尚への権力移譲も手探りで行わざるを得なかった。こうしたことが親子関係にも微妙な影を落とすことになった。
文化面では、義政は功績を残している。庭師の善阿弥や狩野派の絵師狩野正信、土佐派の土佐光信、宗湛、能楽者の音阿弥、横川景三らを召抱え、東山の地に東山殿を築いた（後に慈照寺となり、銀閣、東求堂が現在に残る）。この時代の文化は、金閣に代表される3代義満時代の華やかな北山文化に対し、銀閣に代表されるわび・さびに重きをおいた「東山文化」と呼ばれる。初花、九十九髪茄子など現在に残る茶器も作られた。
義政・義尚と親子2代にわたって和歌の愛好家として知られた。義政の和歌は現在知られているだけでも1500首ほど伝わっており、自選の『慈照院自歌合』を編纂した。また、寛正6年（1465年）から開始された勅撰和歌集の編纂にも関与したとみられているが、応仁の乱で中断してしまった。漢詩や連歌も好んだという。
義教の死後中断していた勘合貿易を宝徳3年（1451年）に復活した。以後貿易は16世紀半ばまで続き、経済交流と文化発展に寄与することとなった。財政再建策が功を奏して、義政の治世前半は義満の時代と並んで、幕府財政は安定期であったとされている。しかし応仁の乱以降幕府財政は弱体化していった。東山御物の名で知られる将軍家の宝物は、その名のイメージと異なり義政の代は逆に流出期であった。その後、貿易の実権は細川家や大内家によって握られ、将軍家は経済的にも衰退した。
永井路子は、義政の先々代・足利義教の独裁とその末路を考慮して、「周囲の人々は義政を『死なぬように、生きぬように』お飾りとして育てた。義政の人格と治世は、そうした歪んだ教育の結果だ」と評している。また、史料に見える義政は将軍としてのスケジュールには従順であり、永井はそこから源実朝によく似た人物だと義政を評した。
赤松俊秀は、「無能の烙印を押すのは可哀想だ。将軍として立派に行動しようとしたが、結果は幕府の衰退という失敗に終わってしまっただけ」と評している。また、赤松は「将軍でありながら、彼ほど『人に抑えられた』人物はいないだろう」と指摘している。

## 経歴
※ 日付＝旧暦
- 文安3年（1446年）10月15日、後花園天皇から義成の名を与えられる。
- 文安4年（1447年）2月7日、正五位下に昇叙し、侍従に任官。
- 文安5年（1449年）12月26日、左馬頭に転任。
- 文安6年（1449年）4月16日、元服。4月29日、征夷大将軍宣下。8月27日、従四位下に昇叙し、参議に補任。右近衛中将を兼任。
- 宝徳2年（1450年）1月5日、従三位に昇叙。3月29日、権大納言に転任。6月27日、従二位に昇叙。権大納言如元。
- 享徳2年（1453年）3月26日、従一位に昇叙。6月13日、名を義政と改める。
- 享徳4年（1455年）8月27日、右近衛大将兼任。
- 康正2年（1456年）1月5日、右馬寮御監兼務。
- 長禄2年（1458年）7月25日、内大臣に転任。右近衛大将兼任如元。
- 長禄4年（1460年）8月27日、左大臣に転任。右近衛大将兼任如元。
- 寛正2年（1461年）8月9日、右近衛大将辞任。
- 寛正5年（1464年）11月28日、准三宮宣下。
- 文正2年（1467年）9月2日、左大臣辞任。
- 文明5年（1474年）12月19日、征夷大将軍辞職。
- 文明17年（1485年）8月15日、出家。
- 延徳2年（1490年）1月7日、薨去。2月17日、贈太政大臣。

## 系譜
- 父：足利義教
- 母：日野重子
- 正室：日野富子 - 日野重政（重子の甥で義政の従兄弟）の娘
  - 男子（1459）
  - 男子：足利義尚（1465-1489）
  - 男子：義覚（1468-1483） - 醍醐寺座主
  - 女子：光山聖俊（1462-1505） - 景愛寺・大慈院・宝鏡寺の住持
  - 女子：因山理勝（1463-1486）
  - 女子：入江殿（1467-?）
- 側室：大舘佐子（佐子局） - 大舘持房（常誉）の娘
  - 女子：堯山周舜（舜長老）（1455-1532） - 総持院尼
- 側室：阿茶子局（阿茶局） - 中臣在直の妹
  - 女子（1454-?）
- 側室：茶阿局
  - 男子：等賢同山（1465-1483）- 天龍寺香厳院主
- 側室：宮内卿局 - 赤松貞村の娘
  - 女子（1458-?）
- 側室：今川範将の娘
- 側室：北野一色（一色右馬頭）妹
  - 女子

## 偏諱を受けた人物
（※ > より右の人物は、>より左の人物から1字を賜った人物を示す。詳しくは該当項目の「偏諱を与えた人物」を参照のこと。）

### 義成時代
＊「成」の読みは「しげ」。
公家
- 九条成家（のち政忠に改名（後述参照））
- 今小路成冬（二条家支流・今小路家当主、詳しくは こちら - ウェイバックマシン（2008年2月25日アーカイブ分） を参照）
- 冷泉成為（のち政為に改名（後述参照））

武家
- 足利成氏 > 簗田成助・結城成朝など
- 僧・成潤（僧侶・鎌倉勝寿門院門主、成氏の兄弟（兄とされている））
- 石川成光（陸奥石川氏第21代当主、第24代晴光の曽祖父）
- 一色成範
- 上舘成次（石川成光の実弟）
- 上杉成定（八条上杉家当主）
- 大崎成兼（教兼の弟とされる）
- 小串成行（室町幕府奉公衆）
- 斯波義健
- 斯波義敏（義健養子）
- 宗成職（宗氏第10代当主、第9代貞盛の嫡男）
- 伊達成宗
- 富樫成春
- 土岐成頼
- 仁木成長（丹波仁木氏）
- 仁木成将（伊勢仁木氏、貞長の父）
- 畠山義就（義夏）（畠山氏管領家当主）
- 細川成賢（勝元の実弟、典厩家・細川持賢養子）
- 細川成経（奥州家、和氏の玄孫で、輝経の高祖父）
- 細川成春
- 細川成之
- 吉見成頼（石見吉見氏）

### 義政時代
（＊享徳2年（1453年）、「義成」から改名。）
公家（＊出身者僧侶も含む）
- 日野政資（義甥（妻・富子の兄・勝光の子））
- 近衛政家
- 僧・政深（せいしん、近衛政家の実弟、権僧正法印）
- 僧・政弁（せいべん、近衛政家の実弟、大僧正）
- 鷹司政平（鷹司家第10代当主、12代忠冬の祖父）
- 九条政忠（成家から改名）
- 九条政基（政忠の弟）
- 僧・政超（せいちょう、義弟（足利義教の猶子）、九条政忠の子、権僧正）
- 二条政嗣
- 一条政房
- 僧・政尊（せいそん、一条兼良の子（一条政房の叔父）、大僧都）
- 花山院政長（花山院持忠の子）
- 勧修寺政顕
- 冷泉政為（下冷泉家、成為より改名。冷泉為尹の孫、父は持為、姉・春芳院は義政の家女房。詳しくは こちら を参照）

武家
- 足利政知（異母兄[注釈 8]） > 小田政治（政知の子）
- 足利政氏（成氏の子[注釈 9]） > 大井政光・簗田政助・結城政朝など
- 粟飯原政胤（粟飯原氏、父は教胤）
- 赤松政則
- 赤松政資（七条政資）（義村の実父）
- 明智政宣（幕府奉公衆、土岐明智氏一族）
- 朝日政清（幕府奉公衆、斎藤朝日氏一族）
- 荒川政宗（幕府奉公衆）
- 安東政季（初め師季）> 河野政通
- 安東政藤（幕府奉公衆）
- 泉政重（高梨政高の娘婿）
- 一色政煕（上杉政憲の実兄、丹後一色義直の養子）
- 一色政照（式部一色家）
- 一色政具（政照の子）
- 井上政家（信濃井上氏）
- 今川義忠
- 今川義秋（→持永氏を参照、今川仲秋の末裔）
- 岩山政秀（幕府奉公衆、佐々木岩山氏一族）
- 上杉政真（扇谷上杉家当主）
- 上杉政憲（犬懸上杉家一族、一色政煕の実弟）
- 上杉政藤（政憲の従兄弟・上杉教房の子）
- 上野政直（足利氏系上野氏、御供衆）
- 塩冶政通（幕府奉公衆、佐々木塩冶氏一族）
- 大内政弘
- 大崎政兼（教兼の嫡男）
- 大舘政重（大舘氏、持房の嫡孫で尚氏の従兄、義政の側室・佐子の甥にあたる）
- 大友政親
- 大原政重（幕府奉公衆、佐々木大原氏一族）
- 小笠原政清（元続の祖父、秀清の曽祖父）
- 小串政行（幕府奉公衆）
- 葛西政信
- 金山政実[121]
- 北畠政郷（政具→政郷→政勝と改名）
- 京極政光
- 京極政経（政高）（政光の弟） > 尼子政久
- 京極政数（政宗）（京極加州家）
- 久下政光（幕府奉公衆）
- 木造政宗
- 斯波義廉
- 斯波義孝（義敏の実弟、斯波大野家当主）
- 斯波義良（義敏の嫡男、※厳密には、改名後の「義寛」の「義」は足利義尚から賜ったものである。）
- 斯波政種（義敏・義孝の実弟、名は正種とも）
- 斯波政敏（義敏の子で義良（義寛）の弟で、奥田秀種の実父）
- 渋川政実
- 渋川政教（九州探題になったとされる渋川氏一門の人物）
- 下条政信[122]
- 少弐政資（政尚）
- 杉原政季（幕府奉公衆）
- 諏訪政満（諏訪氏（惣領家当主）、伊予守頼満の甥で安芸守頼満の父にあたる）
- 摂津政親[123]（摂津晴門の祖父）
- 曽我政助（幕府奉公衆）
- 千秋政範（幕府奉公衆、熱田大宮司家一族（藤原季範の末裔））
- 千秋政範
- 武田政宗（幕府奉公衆）
- 大宝寺政氏（武藤政氏）
- 高梨政高
- 高梨政盛（政高の子）
- 高橋政種（筑後高橋氏）
- 田村政仲（幕府奉公衆）
- 藤政兼（幕府奉公衆）
- 藤政盛（幕府奉公衆）
- 富樫政親（富樫成春の長男）
- 富永政直（三郎左衛門尉、幕府奉公衆）
- 土岐政房（土岐成頼の長男）
- 土岐政頼（政房の長男、別名：頼武）
- 土岐政康
- 土岐政直[123]（肥田政直とも、土岐氏一族、土岐飛騨、伊豆守）
- 中条政秀（評定衆・備前守、中条満平の孫か）
- 中条政家（政秀の弟か）
- 長野政高（長野工藤氏の当主、北伊勢・安濃郡の国人）
- 長野政藤（上記の兄）
- 二階堂政行（二階堂氏一族、通称：左衛門）
- 二階堂政行（二階堂氏一族、将軍義尚・義稙の側近。歌人としても著名で『和歌打聞集』などの撰者を務め、子孫は六郷氏を称した。）
- 仁木政長（伊賀仁木氏、仁木刑部大輔と仁木民部少輔の父とされる）
- 仁木政広（政光）（丹波仁木氏、成長の子）
- 垪和政為（幕府奉公衆、垪和氏一族）
- 畠山政久（義富、弥三郎）
- 畠山政長（政久の弟）
- 畠山政光（中務少輔）
- 畠山政近（中務少輔、政光の弟）
- 畠山政国 （中務少輔、政光・政近の弟）
- 畠山政清（刑部少輔）
- 畠山政純（右馬頭）
- 畠山政元（播磨守）
- 畠山政熙（右馬助、政元の子）
- 畠山政国（能登畠山家出身、管領家(総州家)・義就の猶子）
- 畠山政栄（能登畠山家の分家、治部大輔）
- 畠山政国（二本松政国/政泰）（二本松畠山氏）
- 浜名政明（幕府奉公衆、遠江浜名氏一族）
- 肥田政季（遠江肥田氏）
- 星野政茂[123]（?-1495、熱田大宮司職）
- 細川政元（勝元の嫡男）
- 細川政国（典厩家・細川持賢養子、成賢の養弟）
- 細川政賢（政国の子）
- 細川政春
- 細川政之
- 細川政有（元有の兄）
- 細川政久（和泉下守護家、戦死後の後継者は細川高基）
- 細川政益（遠州家、土佐守護代、細川勝益の子）
- 細川政清（細川氏一門、細川駿河守、→こちらを参照。）
- 本郷政泰[123]（美作朝親の末裔。矢部定政の祖父。）
- 三上政実（幕府奉公衆）
- 宮政盛（幕府奉公衆、備後宮氏下野守家）
- 村上政清（信濃村上氏、村上義清の曽祖父とされる）
- 村上政国（政清の子、義清の祖父とされる）
- 桃井政信（幕府奉公衆）
- 大和政宗（幕府奉公衆）
- 山名政豊
- 山名政之
- 山名政清
- 山名政康（熈幸の弟）
- 山名政実（政康の子）
- 山名政理（大内政弘の義兄弟（教弘の娘婿）で、「理」の1字から察して山名義理の子・時理の末裔とみられる）
- 結城政胤（初名は政重、政広[123][122]。結城氏一族、越後守。義尚の側近、弟に結城尚豊）
- 結城政藤（政胤・尚豊兄弟の父）
- 吉見政家（因幡吉見氏）
- 湯河政春（幕府奉公衆）
- 六角政高（政堯）
- 六角政頼

## 関連作品
小説
- 三島由紀夫『中世』（初出連載は「文藝世紀」1945年2月号から（第一回から第二回途中）だが、途中戦災焼失により、全篇掲載されたのは「人間」1946年12月号） - （現行版は講談社文庫、1998年）
- 司馬遼太郎『妖怪』（講談社/講談社文庫、1969年）
- 瀬戸内晴美『幻花』（河出書房新社、1977年）
- 永井路子『銀の館』（文藝春秋、1980年）
- 池波正太郎『応仁の乱』（『賊将』収録、新潮文庫）
- 山田風太郎『室町少年倶楽部』（『室町少年倶楽部』収録、文藝春秋/文春文庫、1995年）
- 朝松健『東山殿御庭』 - 異形コレクション第29巻【黒い遊園地】（光文社、2002年）
- 垣根涼介『室町無頼』（新潮社/新潮文庫、2016年）
- 門井慶喜『銀閣の人』（KADOKAWA、2020年）

映画
- 『TAJOMARU』（2009年、義政役：萩原健一）
- 『室町無頼』（2025年、義政役：中村蒼）

TVドラマ
- 『石の庭』（1957年、NHK、義政役：関本勝）
- 『石の庭』（1962年、NHK、義政役：谷口完）
- 『幻花』（1977年、NET、義政役：山口崇）
- 『花の乱』（1994年、NHK大河ドラマ、義政役：西谷卓統→7代目市川新之助→12代目市川團十郎）